# 가봉의 행정 구역

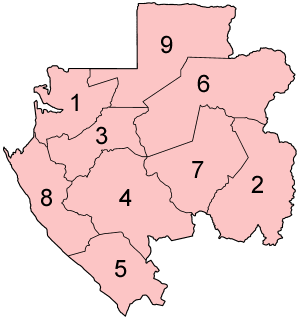
가봉의 행정 구역

가봉은 9개 주(province)로 구성되어 있다.

## 행정 구역 목록
1. 에스튀에르 주 Estuaire
2. 오트오고웨 주 Haut-Ogooué
3. 무아얭오고웨 주 Moyen-Ogooué
4. 응구니에 주 Ngounié
5. 냥가 주 Nyanga
6. 오고웨이빈도 주 Ogooué-Ivindo
7. 오고웨롤로 주 Ogooué-Lolo
8. 오고웨마리팀 주 Ogooué-Maritime
9. 월뢰은템 주 Woleu-Ntem